# Perdono (film 1966)
Perdono è un film-musicarello del 1966, diretto dal regista Ettore Maria Fizzarotti. È il sequel di  Nessuno mi può giudicare, uscito nello stesso anno.

## Trama
Federico, la fidanzata Laura e la cugina di lei, Caterina, sono tre giovani pieni di speranza, uniti da una grande amicizia che sembra indissolubile. I tre lavorano in un grande magazzino ma, quando Caterina decide di tentare la carriera musicale, date le sue doti vocali, tutto cambia. Caterina diventa una cantante di successo e Federico s'innamora di lei. Caterina, che però non vuole far soffrire la cugina Laura, finge di non ricambiare il giovane facendo mettere a quest'ultimo la testa a posto. Intanto evolvono le trame di vari personaggi secondari, in particolar modo il fresco matrimonio tra la guardia giurata Antonio e la segretaria dei grandi magazzini Adelina.
Il film si conclude con Caterina che canta la canzone Perdono ad uno spettacolo.

## Le canzoni
- Kicks (testo italiano di Paolo Limiti; testo originale di Cynthia Weill; musica di Barry Mann)
- Oh no (testo di Mogol; musica di Gianfranco Monaldi)
- Cantastorie (testo di Luciano Beretta; musica di Monegasco)
- Cento giorni (testo di Mogol; musica di Piero Soffici)
- Tutto nero (testo di Luciano Beretta; musica di Keith Richards)
- Puoi farmi piangere (testo di Mogol e Vito Pallavicini; musica di Alan Price)
- L'uomo d'oro (testo di Daniele Pace; musica di Alceo Guatelli e Mario Panzeri)
- Perdono (testo di Mogol; musica di Piero Soffici)

## Produzione
Come per Nessuno mi può giudicare, di cui questo film è la continuazione, alcune scene furono girate ai magazzini della Standa di via Cola di Rienzo a Roma.

## Distribuzione
È uscito in DVD nell'ottobre del 2010 la versione della durata di 90 minuti, distribuita dalla 01 Distribution; sul retro ci sono inclusi anche i loghi di Rai Cinema e Titanus. Questa versione viene spesso replicata in TV, mentre per l'edizione estesa è uscito nel catalogo Musicarelli